# Bara bada bastu
A Bara bada bastu (magyarul: Csak szaunázzunk!) a finnországi svéd KAJ dala, mellyel Svédországot képviselték a 2025-ös Eurovíziós Dalfesztiválon Bázelben. A dal 2025. március 8-án, a svéd nemzeti döntőben, a Melodifestivalenen megszerzett győzelemmel érdemelte ki a dalversenyen való indulás jogát.

## Eurovíziós Dalfesztivál
2024. november 26-án vált hivatalossá, hogy az együttes dala bekerült a Melodifestivalen svéd eurovíziós nemzeti döntő mezőnyébe. A dal 2025. február 22-én a második helyen továbbjutott a dalválasztó műsor negyedik elődöntőjéből a március 8-án rendezett döntőbe. Itt nemzetközi zsűri, valamint a nézők szavazatai által összesítésben az első helyet érték el, és megnyerték a versenyt, így ez a dal képviselheti Svédországot az Eurovíziós Dalfesztiválon. Az 1998-as Eurovíziós Dalfesztivál óta ez lesz az első alkalom, hogy a dalfesztiválon svéd nyelven hangzik el az ország dala, valamint a 2012-es Eurovíziós Dalfesztivál óta ez lesz az első alkalom, hogy hallható lesz a svéd nyelv a versenyen.
A dalt először a május 13-án rendezett első elődöntőben, fellépési sorrendben hatodikként adták elő, az Ukrajnát képviselő Ziferblat Bird of Pray című dala után és a Portugáliát képviselő Napa Deslocado című dala előtt. Az elődöntőből sikeresen továbbjutottak a május 17-i döntőbe, ahol fellépési sorrendben huszonharmadikként léptek fel, a Dániát képviselő Sissal Hallucination című dala után és a Franciaországot képviselő Louane Maman című dala előtt. A zsűri szavazáson hatodik helyen végeztek 126 ponttal (Izlandtól maximális pontot kaptak), míg a nézői szavazáson harmadik helyen végeztek 195 ponttal (Dániától, Észtországtól, Finnországtól és Norvégiától maximális pontot kaptak), így összesítésben 321 ponttal a verseny negyedik helyezettjei lettek.

## Díjak
A dalfesztivált megelőző időszakban megrendezett hivatalos rajongói szavazáson ezt a dalt választották a legjobbnak.

## Háttér
A dal szövege a szaunázás rituáléját és közösségi élményét ünnepli, miközben a szauna melegét és a vele járó felszabadító érzést hangsúlyozza humorosan. 
A dal különlegessége, hogy vöråi dialektusban íródott, amely egy finnországi svéd nyelvjárás, és néhány finn szót is tartalmaz, mint például a perkele (egy finn káromkodás), vagy az yksi, kaksi, kolme (egy, kettő, három) amelyek a szaunázás közbeni izzadásra és a hőmérséklet-emelkedésre utalnak.

## Dalszöveg
| Vi ska bada bastu bastu ångon åpp och släpp all stress idag Bastubröder e je vi som glöder 100 grader nåjaa Bara bada bastu bastu heittää på så sveittin bara yr Ohhhhh bada bastu jåå – A dal refrénje | Szaunázzunk, szaunázzunk, fűtsd fel és engedd el a stresszt még ma Szaunatestvérek, mi vagyunk azok, akik száz fokon izzanak, igen Csak szaunázzunk, szaunázzunk, fűtsd fel, amíg az izzadságcseppek ki nem ülnek Ó, ó, ó, ó, jaj, csak szaunázunk, igen – A dal refrénje magyarul |

## Galéria

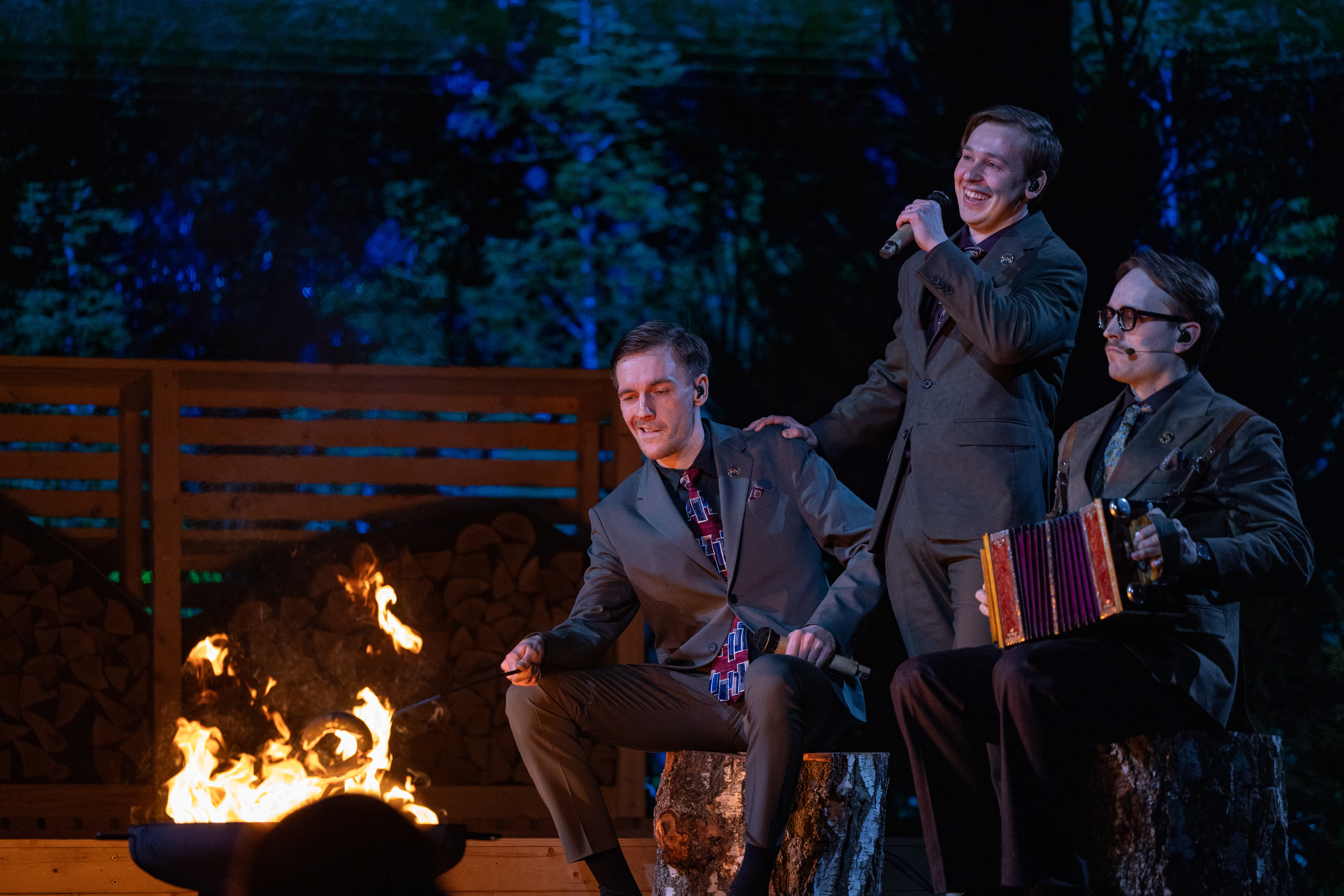
A svéd nemzeti döntő elődöntőjében
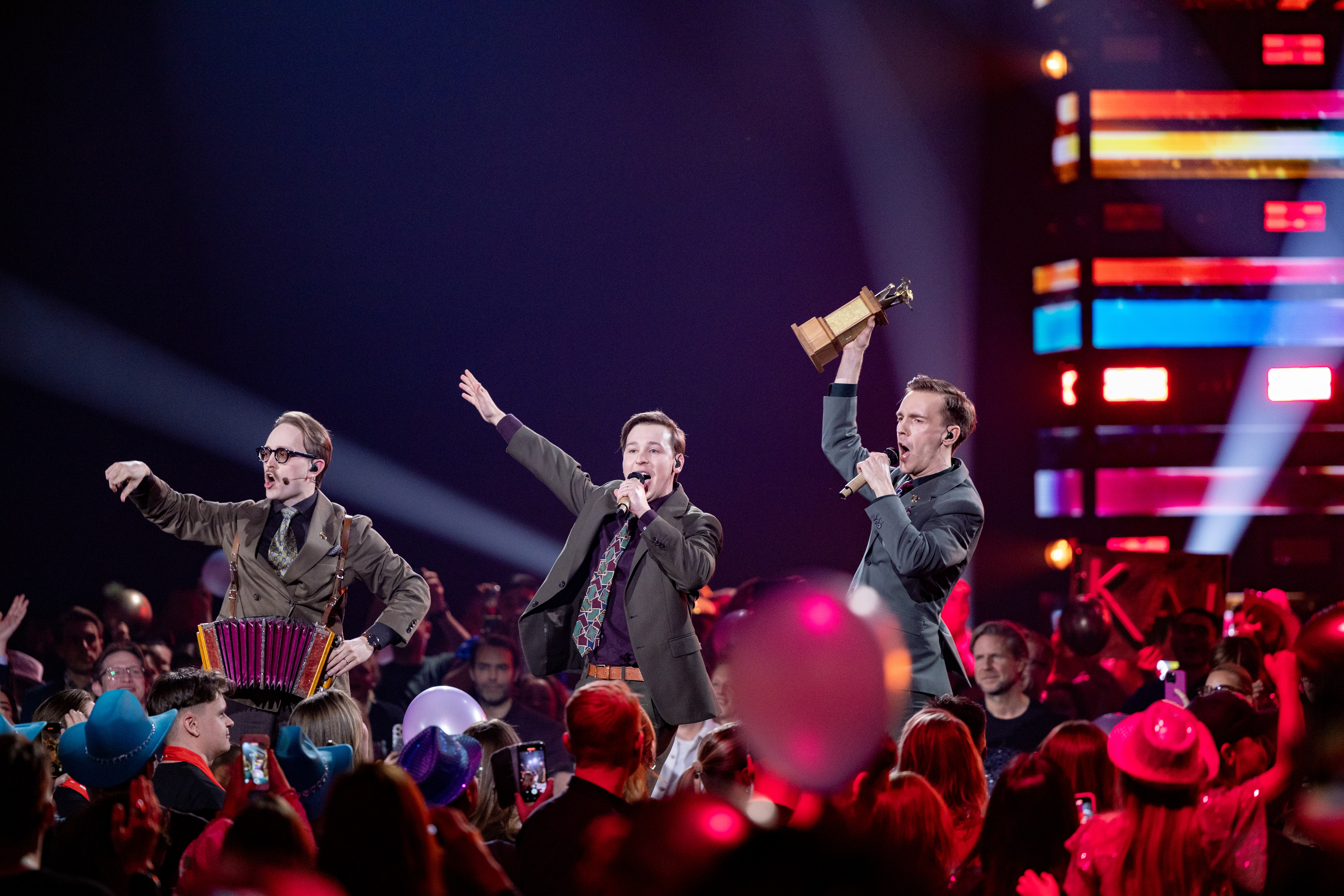
A svéd nemzeti döntőben
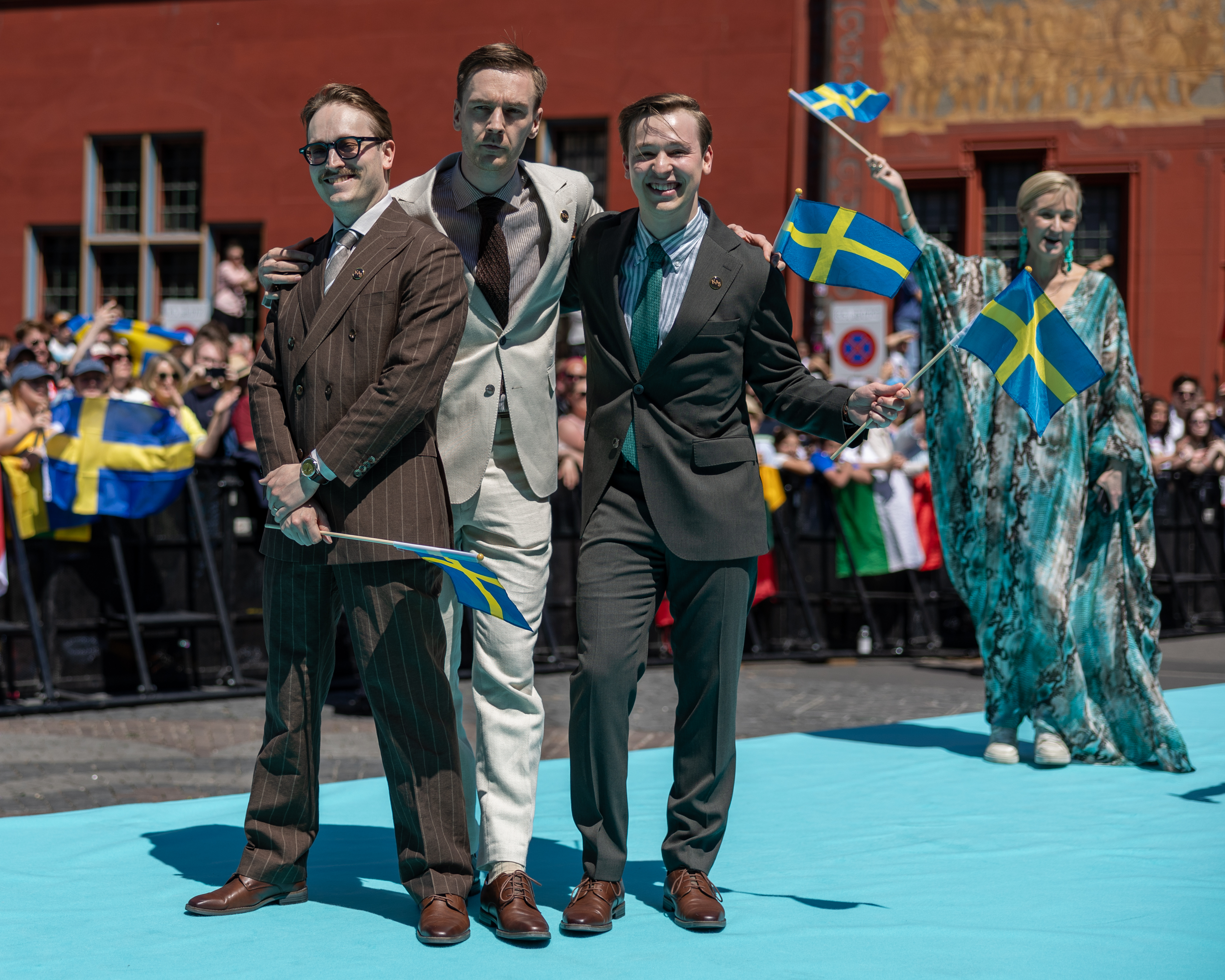
A megnyitóünnepségen
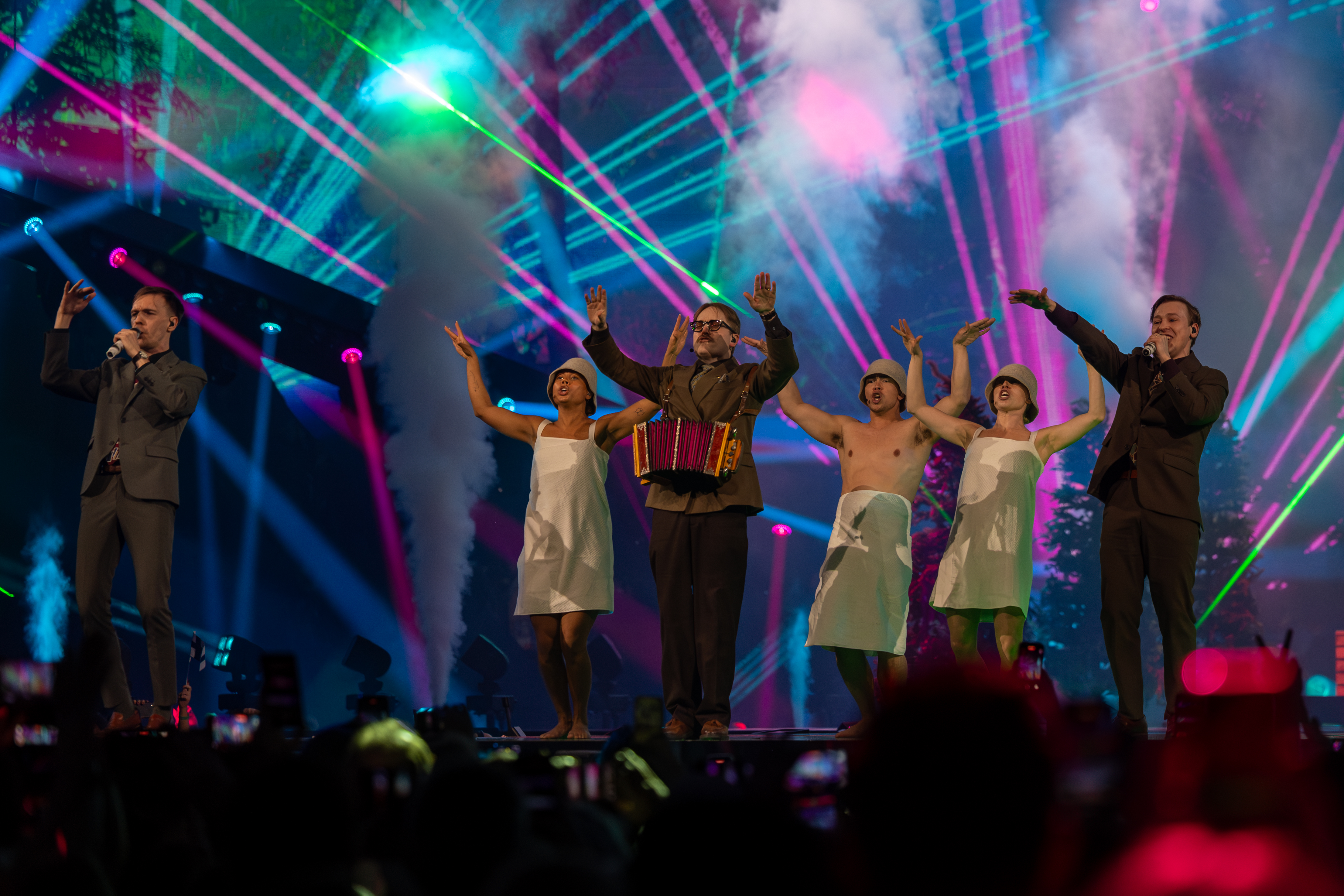
Az elődöntőben
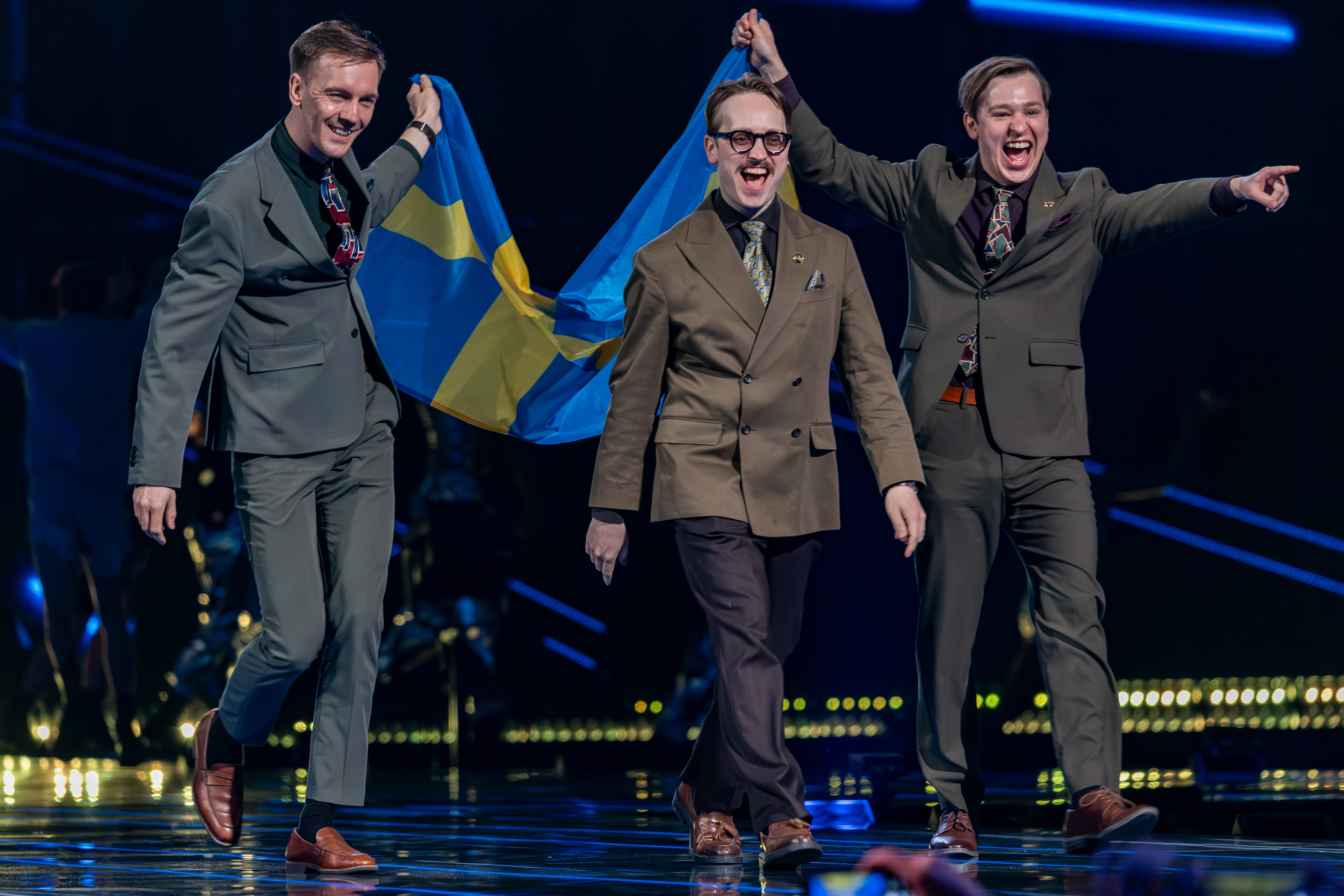
A döntő bevonulásán
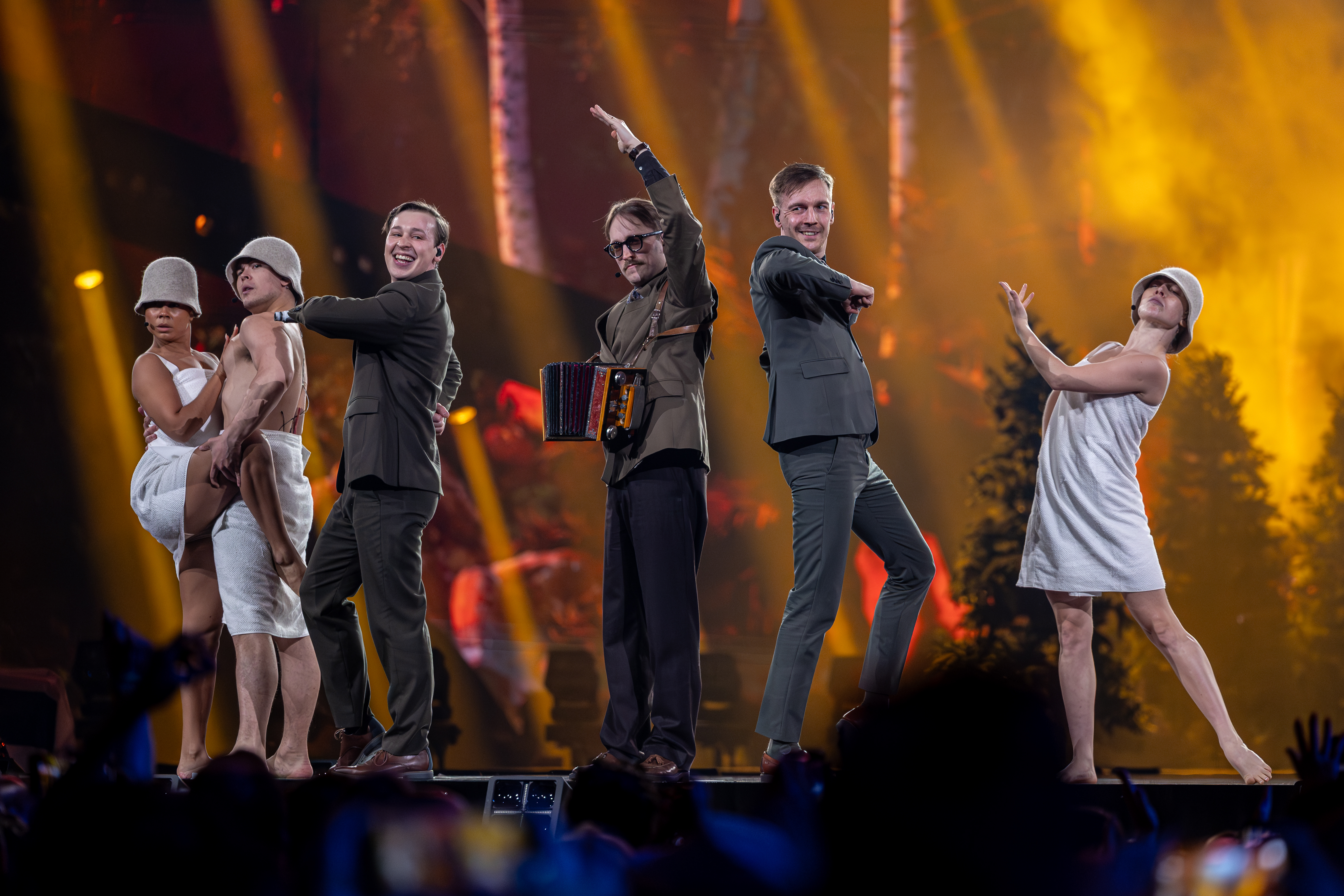
A döntőben